# MCC (motorfiets)
MCC is een historisch merk van motorfietsen.
De bedrijfsnaam was: Motor Castings Company Ltd., London.
Brits merk dat begon met de productie van motorfietsen met De Dion-, Minerva- en andere motoren. Later werden eigen motorblokken onder Minerva-patenten gebouwd. De productie duurde van 1903 tot 1910.